# Undergroundserie

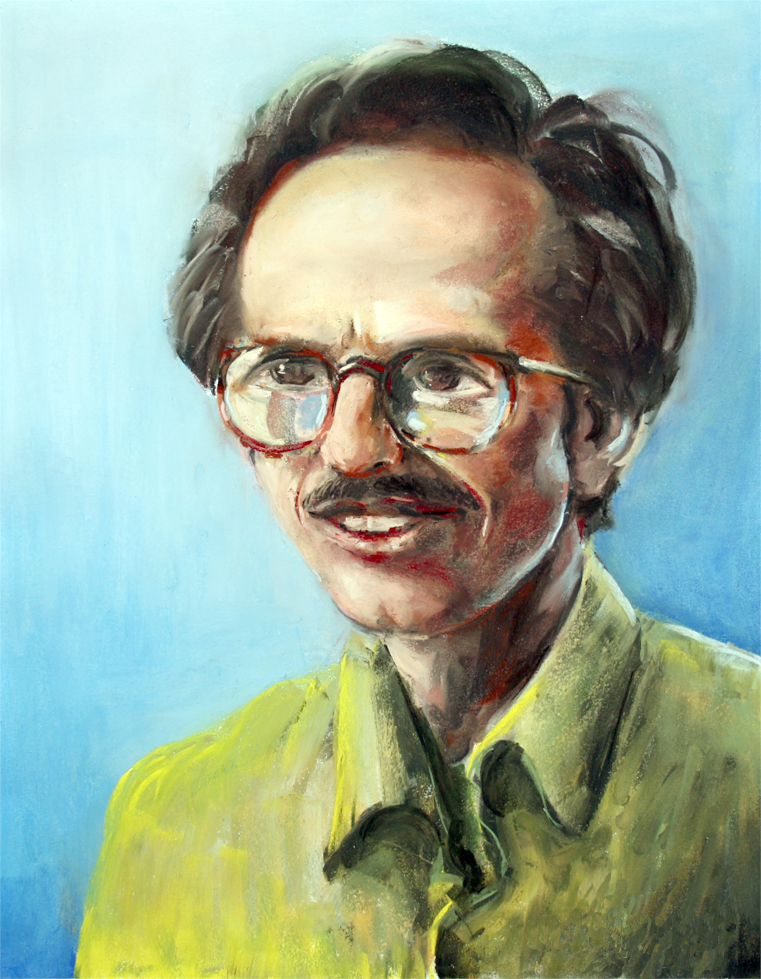
Robert Crumb, en av de största serieskaparna inom undergroundrörelsen.

En undergroundserie är en tecknad serie publicerad av småförlag eller av privatpersoner och som ofta kan innehålla provocerande och utmanande innehåll, med mycket sex, droger, våld och politisk satir. Genren var i USA som mest populär mellan 1968 och 1975. Undergroundrörelsen fick motsvarigheter i flera andra länder. Rörelsen anses i regel ha dött ut någon gång runt det sena 70-tidiga 80-talet, men dess anda lade i mångt och mycket grunden till dagens alternativa seriemarknad i USA. 
Robert Crumb blev en av förgrundsgestalterna, troligen den främste av dem alla, i undergroundsammanhangen. Hans tidning Zap Comix blev något av en ikon. Bland övriga framstående representanter för rörelsen kan nämnas Gilbert Shelton, Eric Stanton, John Willie, Spain Rodriguez, Rick Griffin, S. Clay Wilson, Foolbert Sturgeon och Vaughn Bodé. Trina Robbins var den kvinnliga serieskapare som gick i första ledet.